# Royal Ottawa Golf Club
De Royal Ottawa Golf Club (Frans: Club De Golf Royal D'ottawa) is een golfclub in Canada. De club werd opgericht in 1891 en bevindt zich in Gatineau, Quebec. De club beschikt over een 18-holes en werd ontworpen door de golfbaanarchitect Tom Bendelow.

## Golftoernooien
Voor het golftoernooi is de lengte van de baan voor de heren 6035 m met een par van 71.
- Canadees Open: 1906 & 1911

## Trivia
- Het Canadees Open van 1906 en 1911 was de baanronde (par) van elke speelronde 72.
- De club beschikt ook over een 9 holesbaan met een par van 36 en wordt gebruikt voor de kinderen om te leren golfen